# Сюдр, Жан-Франсуа
Жан-Франсуа́ Сюдр (фр. Jean François Sudre; 15 августа 1787, Альби — 3 октября 1862, Париж) — французский музыкант и автор универсального языка на основе музыкальных звуков.

## Биография
Окончил Парижскую консерваторию, где его учителями были Франсуа-Антуан Абенек и Шарль-Симон Катель. В 1817 году он обосновался в Тулузе, где открыл музыкальную школу. К тому же времени сочинил и опубликовал несколько романсов с аккомпанементом на гитаре или пианино, ноктюрнов и других произведений с аккомпанементом или без него. В 1822 году переехал в Париж, где открыл музыкальный магазин, который закрыл пять лет спустя.
С 1817 года занимался изучением возможности создания универсального языка на основе составленных из семи музыкальных нот слов, который бы позволял передавать и получать информацию на достаточно большие расстояния. После десяти лет работы он счёл свой универсальный музыкальный язык (Сольресоль) достаточно законченным и в январе 1828 года представил его комиссии Института Франции в составе десятка самых известных учёных и музыкантов той эпохи, которые весьма комплиментарно оценили изобретение. На Марсовом Поле военное министерство Франции в составе нескольких высокопоставленных генералов провело испытание изобретения Сюдра и также дало ему высокую оценку; позднее подобный же итог получило испытание, проведённое военно-морским флотом. Однако практического применения ни в армии, ни на флоте, ни в других областях универсальный язык не получил. Сам Сюдр с какого-то момента стал называть своё изобретение телефонией.
Начиная с 1833 года Сюдр с несколькими помощниками начал проводить публичные сеансы-презентации Сольресоль — кто-то из помощников наигрывал музыкальную фразу на скрипке или на трубе, а сам Сюдр переводил её. Подобные сеансы в течение многих лет с большим успехом проходили не только во Франции, но и в нескольких соседних странах — в частности, в Бельгии и в Великобритании. Сюдр продолжал совершенствовать свой язык, в частности, он подготовил особую его версию, основанную на тактильном взаимодействии и предназначенную для общения со слепо-глухо-немыми. Язык был представлен на Всемирной выставке 1855 года в Париже, на которой он был удостоен премии в 10 000 французских франков от французского правительства. На Всемирной выставке 1862 года в Лондоне её устроители обещали предоставление Сюдру за его изобретение пожизненной пенсии, однако воспользоваться ей ему не было суждено — он скончался 3 октября того же года в Париже. В последние десятилетия своей жизни Сюдр получил также определённую известность в качестве композитора — им было сочинено и опубликовано несколько концертов для скрипки и фортепьяно с оркестром, а также романсы, ноктюрны, кантаты и патриотические песни.
В течение примерно полувека после смерти создателя музыкального универсального языка его детище продолжало развиваться в достаточно узком кругу энтузиастов, наиболее полная его грамматика была опубликована в 1902 году Болесласом Гаевским, давшим языку Сюдра название сольресоль.